# Typhochrestus dubius
Typhochrestus dubius là một loài nhện trong họ Linyphiidae.
Loài này thuộc chi Typhochrestus. Typhochrestus dubius được J. Denis miêu tả năm 1949.